# Anna Lindh

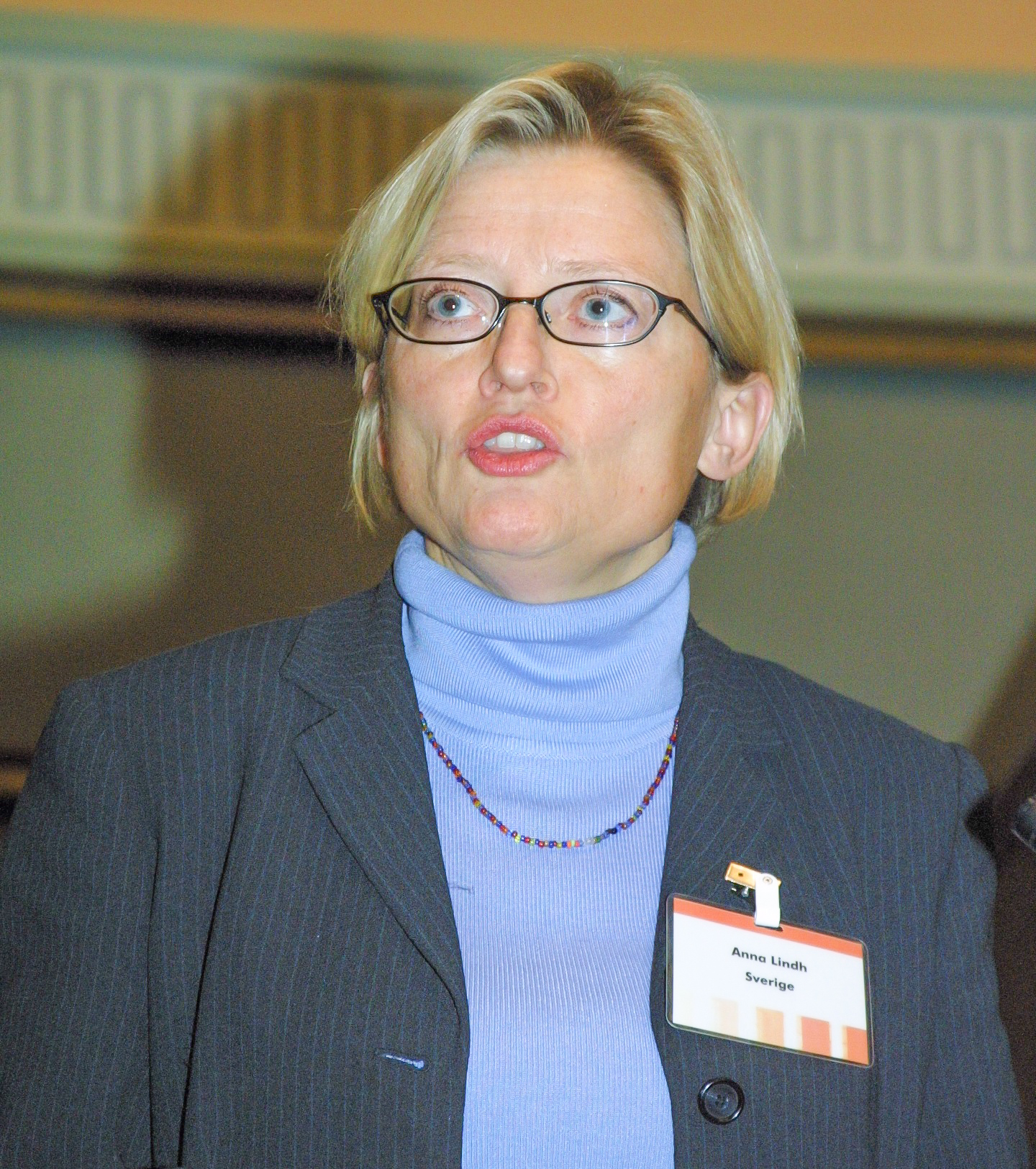
Anna Lindh, 2002

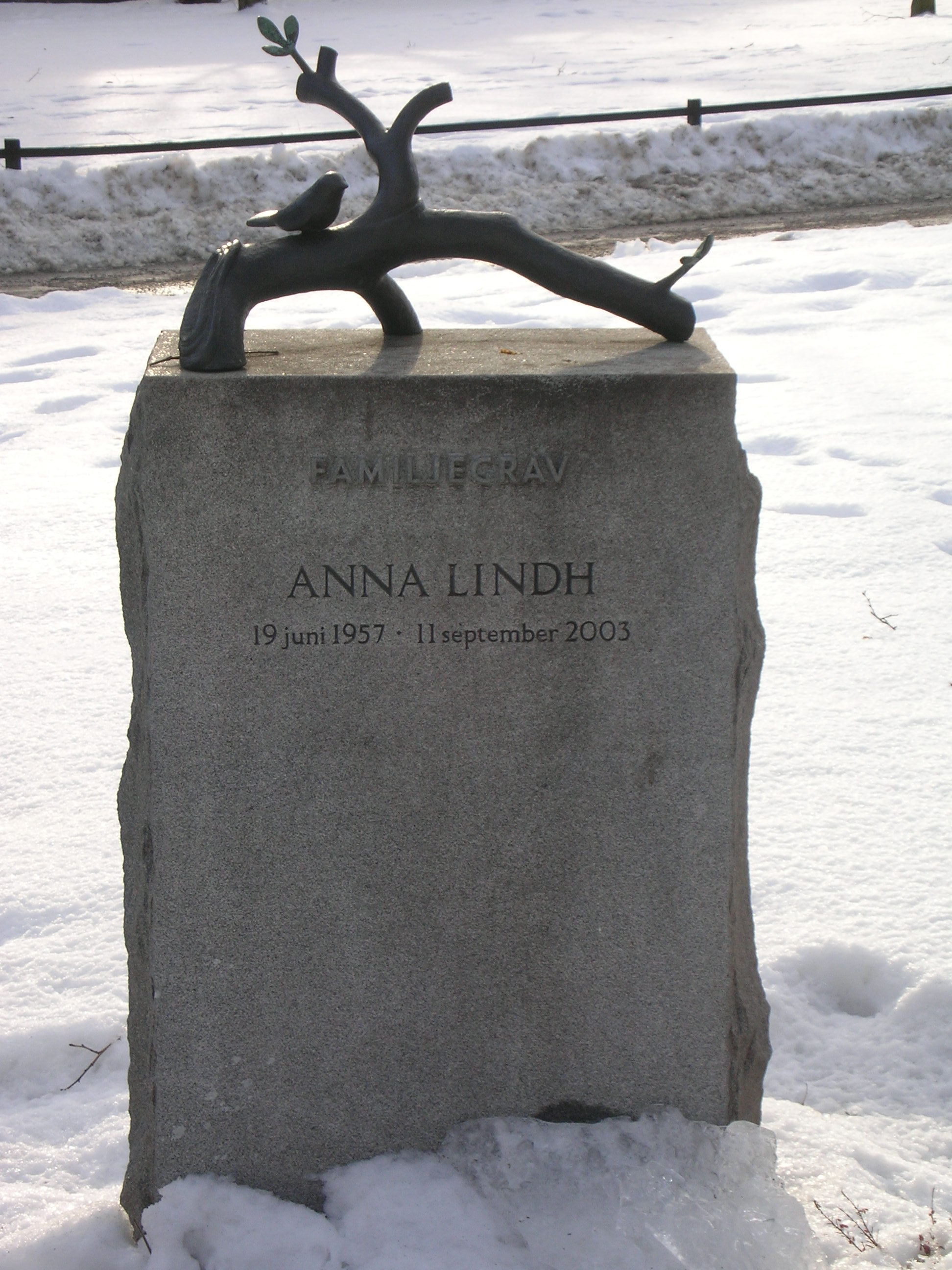
Grab von Anna Lindh an der Katarina kyrka (Stockholm)

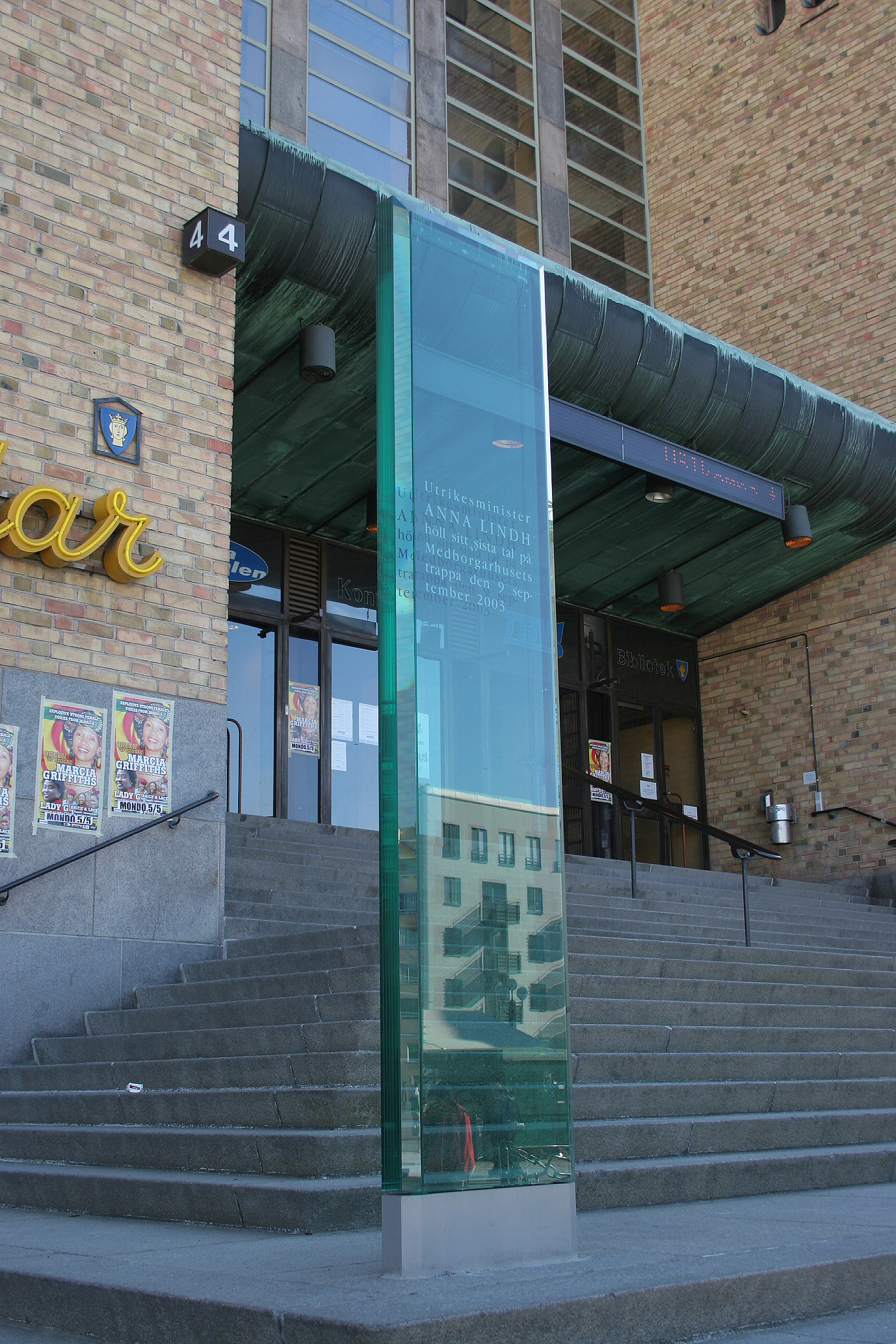
Anna Lindh Memorial am Medborgarplatsen (Stockholm)

Ylva Anna Maria Lindh (* 19. Juni 1957 in Enskede, Stockholm; † 11. September 2003 in Stockholm) war eine schwedische Politikerin (SAP).

## Karriere
Anna Lindh wurde im Stockholmer Arbeitervorort Enskede geboren. Im Jahre 1982 schloss sie ihr Jurastudium ab. Von 1984 bis 1990 führte sie die sozialdemokratische Jugendorganisation, Unga örnar. Seit 1982 im schwedischen Reichstag, fungierte sie ab 1990 als Kulturdezernentin von Stockholm.

## Ministerin
1994 begann Lindh im Umweltministerium ihre Arbeit als Regierungsmitglied. 1998 wurde sie Außenministerin in der Regierung von Ministerpräsident Göran Persson und war, wegen ihrer Kompetenz und Popularität, als dessen künftige Nachfolgerin im Gespräch. Im ersten Halbjahr 2001 machte sie sich mit ihrer professionellen Amtsführung als Präsidentin des Rats der Europäischen Union auch international einen Namen.
Des Weiteren wurde sie durch ihr Eintreten für palästinensische Flüchtlingslager sowie durch ihre Kritik am Krieg 2003 gegen den Irak als Völkerrechtsbruch bekannt. Der Journalist und Soziologe Al Burke vom Nordic News Network warf ihr hingegen vor, die von der US-amerikanischen Regierung vorgebrachten Gründe für den Einmarsch im Irak unkritisch verbreitet zu haben.
Zuletzt setzte sie sich im Vorfeld eines Referendums für die Einführung des Euros in Schweden ein; die Mehrheit der Schweden lehnte die Einführung am 14. September 2003 ab.

## Ermordung
Anna Lindh hatte keine Leibwächter bei sich, als sie am Nachmittag des 10. September 2003 in der Damenabteilung des Stockholmer Kaufhauses NK das Opfer eines Messerattentats wurde. Trotz intensiver ärztlicher Bemühungen führten die inneren Blutungen am darauffolgenden frühen Morgen zu ihrem Tod. Sie hinterließ ihren Ehemann, den früheren schwedischen Innenminister Bo Holmberg, und zwei Söhne.
Bereits kurz nach dem Mord und nach intensiver Suche nach einem Verdächtigen im schwedischen Neonazimilieu wurde der zu diesem Zeitpunkt 25-jährige Mijailo Mijailović festgenommen, ein Serbe, der zu diesem Zeitpunkt auch die schwedische Staatsbürgerschaft besaß. Er kam ab dem 24. September 2003 in Untersuchungshaft. Nach langem Leugnen der Tat gab er am 7. Januar 2004 zu, der Täter zu sein; genauere Angaben machten er und sein Anwalt zunächst jedoch nicht.
Ein politisches Motiv wird nunmehr – entgegen früheren Annahmen – allerdings nicht mehr vermutet. Zumindest aber wird Mijailović von seinem Anwalt als geistig verwirrt dargestellt. Es wird behauptet, er habe bereits vor dem Attentat um psychiatrische Hilfe ersucht, die ihm aber verwehrt worden sei. Mijailović selbst behauptete, er habe Frau Lindh nicht töten wollen, innere Stimmen hätten ihm die Tat befohlen.
Ein psychiatrisches Gutachten Mitte Januar 2004 bescheinigte ihm volle Schuldfähigkeit. Am 23. März 2004 wurde Mijailo Mijailović vom Stockholmer Amtsgericht zu lebenslanger Haft verurteilt. Das Gericht erkannte keine mildernden Umstände an. Am 8. Juli 2004 hob das Stockholmer Svea hovrätt in einem Berufungsverfahren das Urteil aus erster Instanz auf: Das Gericht verfügte die Einweisung Mijailovićs in eine geschlossene psychiatrische Anstalt aufgrund seiner „schweren psychischen Probleme“.
Anfang Dezember 2004 hat der oberste schwedische Gerichtshof in Stockholm im dritten und letzten Prozess um den Mord endgültig sein Urteil gesprochen. Das Gericht stellte fest, Mijailo Mijailović habe die Tat vorsätzlich begangen und mildernde Umstände lägen nicht vor. Der Angeklagte wird daher lebenslang inhaftiert.
Nach dem Attentat auf Olof Palme vom 28. Februar 1986 war Anna Lindh eine weitere prominente Persönlichkeit der schwedischen Politik, die einem Mordanschlag zum Opfer fiel. Im Gegensatz zur Ermordung Palmes war diesmal den Ermittlungsbehörden jedoch Erfolg beschieden. Der gewaltsame Tod der beliebten Politikerin führte in Schweden dazu, dass die Utopie einer „freien Gesellschaft“, in der z. B. Politiker ein sehr bürgernahes Leben führen, zunehmend in Frage gestellt wurde. Eine erste direkte Folge war, dass die Anzahl der Politiker, die vom nationalen Sicherheitsdienst beschützt werden sollen, vergrößert wurde.

## Ehrungen
2005 wurde ihr zu Ehren die Anna-Lindh-Stiftung gegründet.
In Berlin-Mitte sind eine Grundschule sowie ein Bürogebäude in der Europacity nach Anna Lindh benannt.